# Salix eastwoodiae
Salix eastwoodiae är en videväxtart som beskrevs av Cockerell och Amos Arthur Heller. Salix eastwoodiae ingår i släktet viden, och familjen videväxter. Inga underarter finns listade i Catalogue of Life.